# Марінус Ваневар
Марінус Марьянто Ваневар (нар. 24 лютого 1997, Сармі, Індонезія) — індонезійський футболіст, нападник клубу «Персіпура» (Джаяпура).

## Клубна кар'єра
Футболом розпочав займатися в клубі «Релів» (Чріста). У 2015 році побував в оренді у нідерландському клубі «Ден Босх». Наступного року повернувся на батьківщину, де приєднався до «Персіпури» (Джаяпура). У дорослій команді клубу дебютував у поєдинку проти «Бхаянгкари». На 52-й хвилині, після передачі Боаза Солосси, відзначився голом, проте під час святкування влучного удару отримав другу жовту картку. По завершенні матчу Марінус сказав: «Коли я почав святкувати, то вже не пам'ятав чи мав жовту картку, я не очікував отримати червону картку. Я щасливий, що отримавши м'яч від Боаза, відзначився голом».
У 2018 році виступав в оренді в складі іншого представника індонезійської Ліги 1, «Бхаянгкари».

## Кар'єра в збірній
У футболці національної збірної Індонезії дебютував 8 червня 2017 року в поєдинку проти Камбоджі.

### Голи за збірну
Голи за олімпійську збірну
| Гол | Дата           | Місце                                             | Суперник      | Рахунок | Результат | Змагання                               |
| --- | -------------- | ------------------------------------------------- | ------------- | ------- | --------- | -------------------------------------- |
| 1   | 21 липня 2017  | Національний стадіон, Бангкок, Таїланд            | Монголія      | 2–0     | 7–0       | кваліфікація чемпіонату Азії U-23 2018 |
| 2   | 20 серпня 2017 | Селаянг, Селангор, Малайзія                       | Східний Тимор | 0–1     | 0–1       | Південноазійські ігри 2017             |
| 3   | 20 лютого 2019 | Олімпійський стадіон Пномпеня, Пномпень, Камбоджа | Малайзія      | 1–0     | 2–2       | ГР юнацький чемпіонат U-22 2019        |
| 4   | 22 лютого 2019 | Олімпійський стадіон Пномпеня, Пномпень, Камбоджа | Камбоджа      | 1–0     | 2–0       | ГР юнацький чемпіонат U-22 2019        |
| 5   | 22 лютого 2019 | Олімпійський стадіон Пномпеня, Пномпень, Камбоджа | Камбоджа      | 2–0     | 2–0       | ГР юнацький чемпіонат U-22 2019        |